# Cormot-le-Grand
Cormot-le-Grand era una comuna francesa del departamento de Côte-d'Or, en la región de Borgoña-Franco Condado, que el 1 de enero de 2017 fue suprimida al fusionarse con la comuna de Vauchignon, formando la comuna nueva de Cormot-Vauchignon.

## Demografía
| Gráfica de evolución demográfica de Cormot-le-Grand entre 1800 y 2014 |
|                                                                       |

Los datos demográficos contemplados en este gráfico de la comuna de Cormot-le-Grand  se han cogido de 1800 a 1999 de la página francesa EHESS/Cassini, y los demás datos de la página del INSEE.